# БРДМ-2ДІ «Хазар»
БРДМ-2ДІ «Хазар» — українська бойова розвідувально-дозорна машина виробництва ДП «Миколаївський ремонтно-механічний завод» на основі БРДМ-2.

## Історія
Розробка бронемашини була розпочата з урахуванням досвіду, отриманого в 2003-2005 рр. українським військовим контингентом в Іраку.
БРДМ-2ДІ «Хазар» розроблена в 2005 році на ДП «Миколаївський ремонтно-механічний завод».
В 2007 році почалися державні випробування.
До початку 2011 року машина пройшла державні випробування.
29 жовтня 2014 року дві БРДМ-2ДІ «Хазар» були замовлені для прикордонної служби України.
Виробництво розпочато 30 грудня 2014 на Миколаївському бронетанковому заводі.

## Опис
На бронеавтомобіль встановлено дизельний двигун FPT IVECO Tector (Євро-3) потужністю 138 к.с. з передпусковим підігрівачем, тепловізор, система відеонагляду і новий комплекс озброєння.
Крім того, в корпусі машини зроблений додатковий люк для висадки десанта.

### Відео
- На миколаївському бронетанковому заводі оновлюють списані броньовані розвідувально-дозорні машини [Архівовано 4 квітня 2016 у Wayback Machine.]